# Universitätstunnel
Der Universitätstunnel, auch als Tunnel Universität bezeichnet, ist ein zweiröhriger Autobahntunnel der A 46 auf dem Gebiet der nordrhein-westfälischen Landeshauptstadt Düsseldorf. Er befindet sich im südlichen Teil des Stadtteils Bilk und verläuft unterhalb eines Parks, der durch den Bau des Tunnels auf dem Gelände der heutigen Heinrich-Heine-Universität entstand. Die Länge des 1983 eröffneten Tunnels beträgt 1026 m, die Höhe der Röhren 4,85 m. Der Tunnel hat pro Röhre eine Breite von 17,35 m.
Jede Röhre verfügt über jeweils drei Fahrstreifen sowie einen Standstreifen. Die zulässige Höchstgeschwindigkeit im Tunnel beträgt 80 km/h. Der Tunnel wird täglich von etwa 65.400 Fahrzeugen (davon Schwerlastanteil: 14,6 %) durchfahren (Stand: Verkehrszählung 2015).
Im ADAC-Tunneltest 2008 wurde der Universitätstunnel zum wiederholten Male als „bedenklich“ eingestuft und belegte damit den letzten Platz unter den acht getesteten deutschen Tunnels.
Der Tunnel Universität wurde daraufhin bis 2015 umfassend saniert, um auch diesen Tunnel an die Sicherheitsstandards der RABT (Richtlinien für die Ausstattung und den Betrieb von Straßentunneln) 2006 anzupassen.